# Diplolophium diplolophioides
Diplolophium diplolophioides är en flockblommig växtart som först beskrevs av H.Wolff, och fick sitt nu gällande namn av Jacq.-fél. Diplolophium diplolophioides ingår i släktet Diplolophium och familjen flockblommiga växter. Inga underarter finns listade i Catalogue of Life.